# Lavagno
Lavagno är en kommun i provinsen Verona i regionen Veneto i Italien. Kommunen hade 8 495 invånare (2018).